# Эквая (приток Воръя)
Эквая (устар. Эква-Я) — река в Советском районе Ханты-Мансийского автономного округа. Устье находится в 30 км от устья реки Воръя по левому берегу. Длина реки составляет 20 км.

## Данные водного реестра
По данным государственного водного реестра России относится к Нижнеобскому бассейновому округу, водохозяйственный участок реки — Северная Сосьва, речной подбассейн реки — Северная Сосьва. Речной бассейн реки — (Нижняя) Обь от впадения Иртыша.
Код объекта в государственном водном реестре — 15020200112115300024635.